# 마리아 페드라사
마리아 페드라사(María Pedraza, 1996년 1월 26일 ~ )는 스페인의 배우, 발레리나, 모델이다. 넷플릭스 드라마 《엘리트들》의 마리나 역으로 유명하다.

## 텔레비전
- 종이의 집
- 엘리트들